# Liste der Biografien/Ez
Liste der Biografien |
Portal Biografien |
Personensuche
# |
A |
B |
C |
D |
E |
F |
G |
H |
I |
J |
K |
L |
M |
N |
O |
P |
Q |
R |
S |
T |
U |
V |
W |
X |
Y |
Z |
?
 
Ea |
Eb |
Ec |
Ed |
Ee |
Ef |
Eg |
Eh |
Ei |
Ej |
Ek |
El |
Em |
En |
Eo |
Ep |
Eq |
Er |
Es |
Et |
Eu |
Ev |
Ew |
Ex |
Ey |
Ez
Die Liste der Biografien führt alle Personen auf, die in der deutschsprachigen Wikipedia einen Artikel haben. Dieses ist eine Teilliste mit 90 Einträgen von Personen, deren Namen mit den Buchstaben „Ez“ beginnt.

## Ez
- Ez-Zahraoui, Zohra (* 1983), marokkanische Boxerin

### Eza
- Eza, Wilfried (* 1996), ivorischer Fußballspieler
- Ezaki, Fumiko (* 1971), japanische Judoka
- Ezaki, Kōhei (1904–1963), japanischer Maler und Kostümbildner
- Ezaki, Takuro (* 2000), japanischer Fußballspieler
- Ezana, König von Axum
- Ezatolahi, Saeid (* 1996), iranischer Fußballspieler
- Ezawa, Kennosuke (1929–2022), japanischer Linguist und Autor
- Ezawa, Kota (* 1969), deutscher Computergrafiker und Multimedia-Künstler

### Ezb
- Ezboni Mondiri, südsudanesischer Politiker

### Ezc
- Ezcurra Lamas, Hernán Massini (* 1941), argentinischer Diplomat
- Ezcurra, Fermín (1922–2018), spanischer Fußballfunktionär

### Ezd
- Ezdorf, Gottlieb Ignaz von (1743–1806), deutscher Schriftsteller und Verwaltungsbeamter

### Eze
- Eze, Benjamin (* 1981), nigerianisch-italienischer Basketballspieler
- Eze, Eberechi (* 1998), englischer FußballspielerEberechi Eze (* 1998)

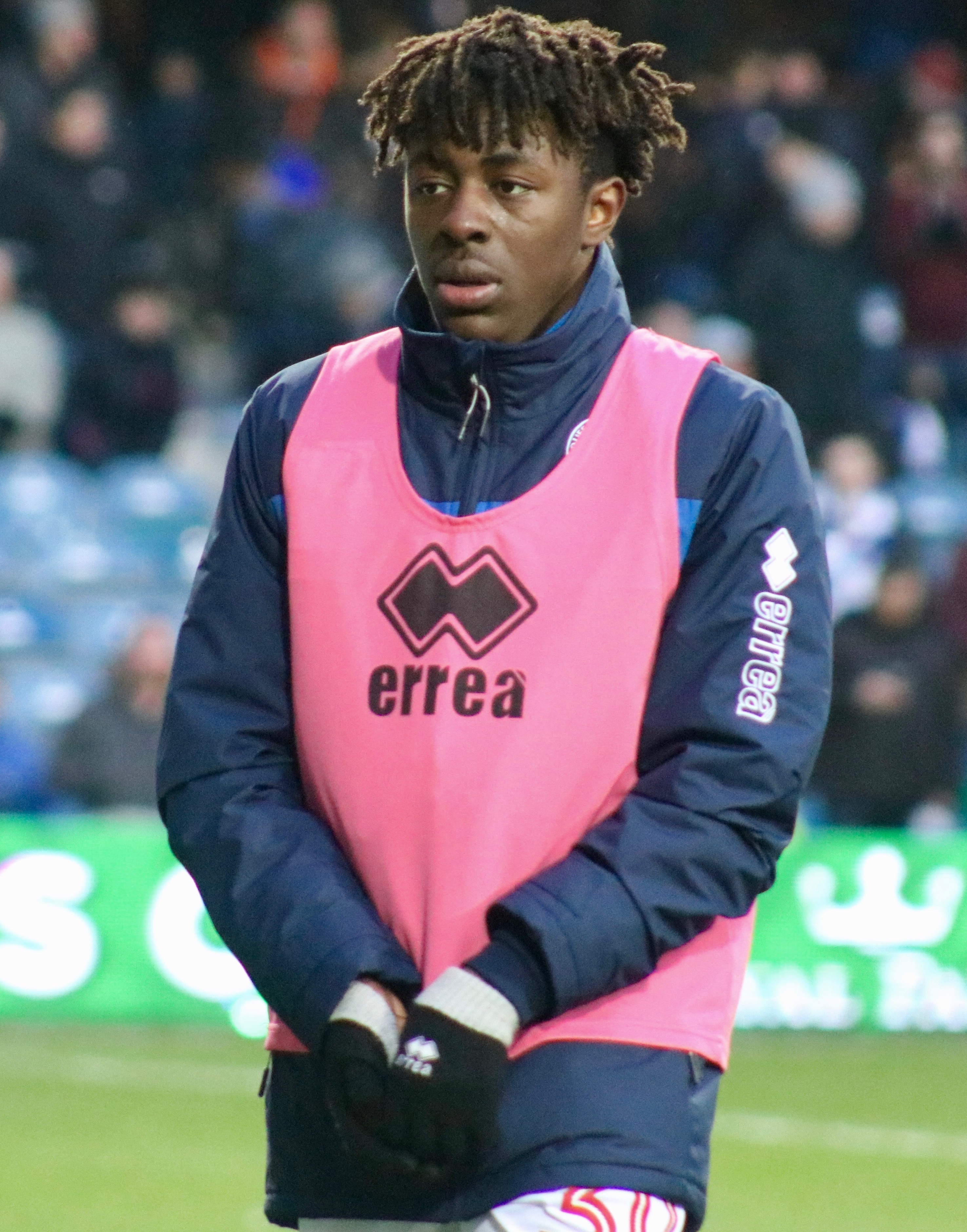
Eberechi Eze (* 1998)

- Eze, Emeka (* 1996), nigerianischer Fußballspieler
- Eze, Emmanuel Chukwudi (1963–2007), nigerianischer Philosoph
- Eze, Joshua (* 2003), deutsch-nigerianischer Fußballspieler
- Eze, Patrick Friday (* 1992), nigerianischer Fußballspieler
- Ezeala, Christopher (* 1995), deutscher American-Football-Spieler
- Ezeala, Ikenna (* 2001), österreichischer Fußballspieler
- Ezeanya, Stephen Nweke (1921–1996), nigerianischer Geistlicher, Erzbischof von Onitsha
- Ezebinyuo, Victoria (* 2002), deutsche Fußballspielerin
- Ezechiel, israelitischer ProphetEzechiel

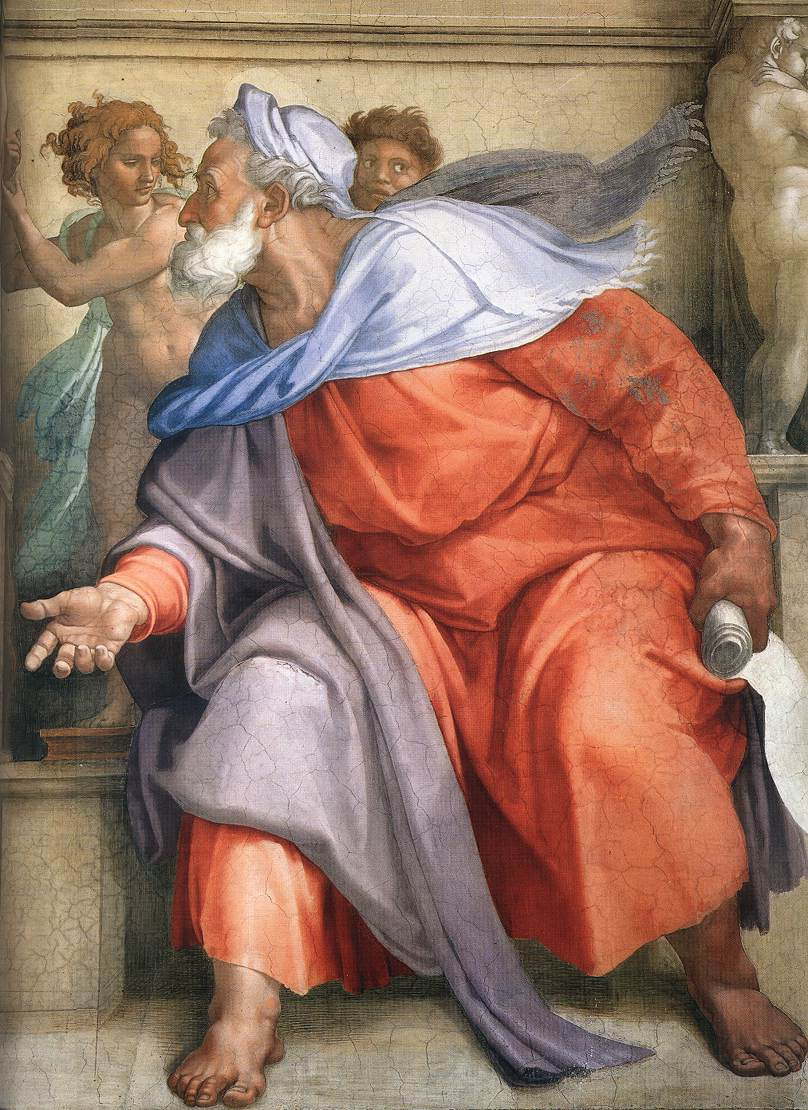
Ezechiel

- Ezechiel der Tragiker, jüdischer Tragiker
- Ezeh, Brooklyn (* 2001), deutsch-nigerianischer Fußballspieler
- Ezeh, Florence (* 1977), togoische Hammerwerferin
- Ezeiza, Gabino (1858–1916), argentinischer Musiker, Komponist und Poet
- Ezekiel, Imoh (* 1993), nigerianischer Fußballspieler
- Ezekiel, Mordecai (1899–1974), amerikanischer Agrarökonom
- Ezekiel, Moses Jacob (1844–1917), US-amerikanischer Bildhauer
- Ezekiel, Nissim (1924–2004), indischer Schriftsteller, Dichter und Dramatiker
- Ezekwem, Cottrell (* 1999), deutsch-nigerianischer Fußballspieler
- Ezekwem, Kimberly (* 2001), deutsch-nigerianischer Fußballspieler
- Ezekwesili, Oby (* 1963), nigerianische Menschenrechtlerin und Politikerin (Allied Congress Party of Nigeria)
- Ezekwesili, Uche, nigerianische Sprinterin
- Ezeli, Festus (* 1989), nigerianischer Basketballspieler
- Ezell, Edward Clinton (1939–1993), US-amerikanischer Buchautor und Historiker
- Ezell, Mike (* 1959), US-amerikanischer Politiker
- Ezen, Mehmet Nuri (* 1940), türkischer Botschafter
- Ezenarro, Arantza (* 1980), spanische Opern-, Operetten-, Oratorien-, Lied- und Konzertsängerin in der Stimmlage Sopran
- Ezenwa, Ikechukwu (* 1988), nigerianischer Fußballspieler
- Ezeokafor, Paulinus Chukwuemeka (* 1952), nigerianischer Geistlicher, römisch-katholischer Bischof von Awka
- Ezequias (* 1981), brasilianischer Fußballspieler
- Ezera, Regīna (1930–2002), lettische Schriftstellerin
- Ezerman, Dirk Gerard (1848–1913), niederländischer Landschaftsmaler
- Ežerskis, Albinas (1956–2020), litauischer Politiker
- Ezeta, Carlos (1852–1903), Präsident von El Salvador
- Ezeudu, Chinenye (* 1996), britische Schauspielerin

### Ezg
- Ezgü, Sümer (* 1960), türkischer Sänger
- Ezguilian, Pascal (1938–2017), französisch-armenischer Basketballtrainer

### Ezh

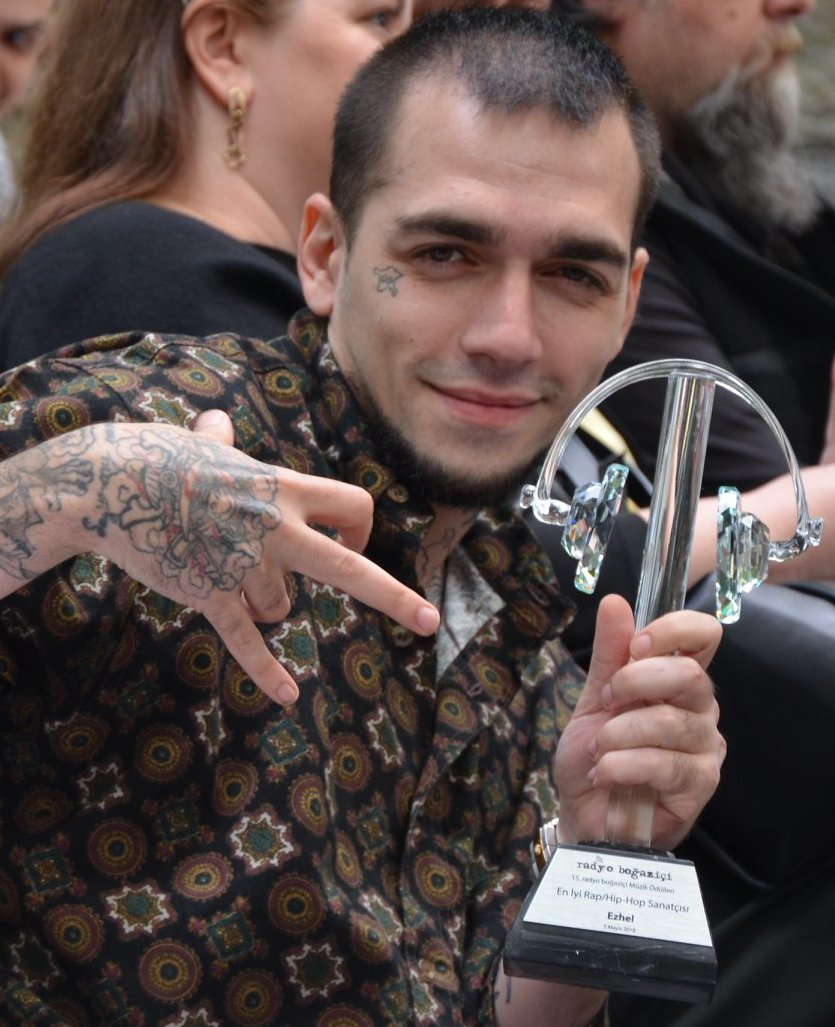
Ezhel (* 1991)

- Ezhel (* 1991), türkischer RapperEzhel (* 1991)

### Ezi
- Ezilo, Bischof von Brandenburg
- Ezinwa, Davidson (* 1971), nigerianischer Sprinter
- Ezinwa, Osmond (* 1971), nigerianischer Leichtathlet

### Ezk
- Ezkimo (1980–2015), finnischer Rapper

### Ezn
- Eznik von Kolb, armenischer Theologe und Bischof

### Ezo
- Ezoe, Kenjirō (* 1982), japanischer Fußballspieler
- Ezoe, Magdalena (* 1931), US-amerikanische Musikpädagogin und Komponistin
- Ezorsky, Gertrude (1926–2019), US-amerikanische Philosophin

### Ezp
- Ezpeleta, José de (1742–1823), spanischer Offizier und Kolonialverwalter, Vizekönig von Neugranada und Navarra

### Ezq
- Ezquerra, Guadalupe (* 2005), uruguayische Hürdenläuferin
- Ezquerra, Jesús (* 1990), spanischer Radrennfahrer
- Ezquerra, Leandro (* 1986), uruguayischer Fußballspieler
- Ezquerra, Wilson (* 1958), uruguayischer Politiker
- Ezquerro, Santiago (* 1976), spanischer Fußballspieler
- Ezquerro, Sara (* 1999), spanische Fußballspielerin

### Ezr
- Ezra, Alfred (1872–1955), britischer Vogelzüchter und -halter
- Ezra, Derek, Baron Ezra (1919–2015), britischer Politiker (Liberal Democrats)
- Ezra, George (* 1993), englischer Singer-SongwriterGeorge Ezra (* 1993)

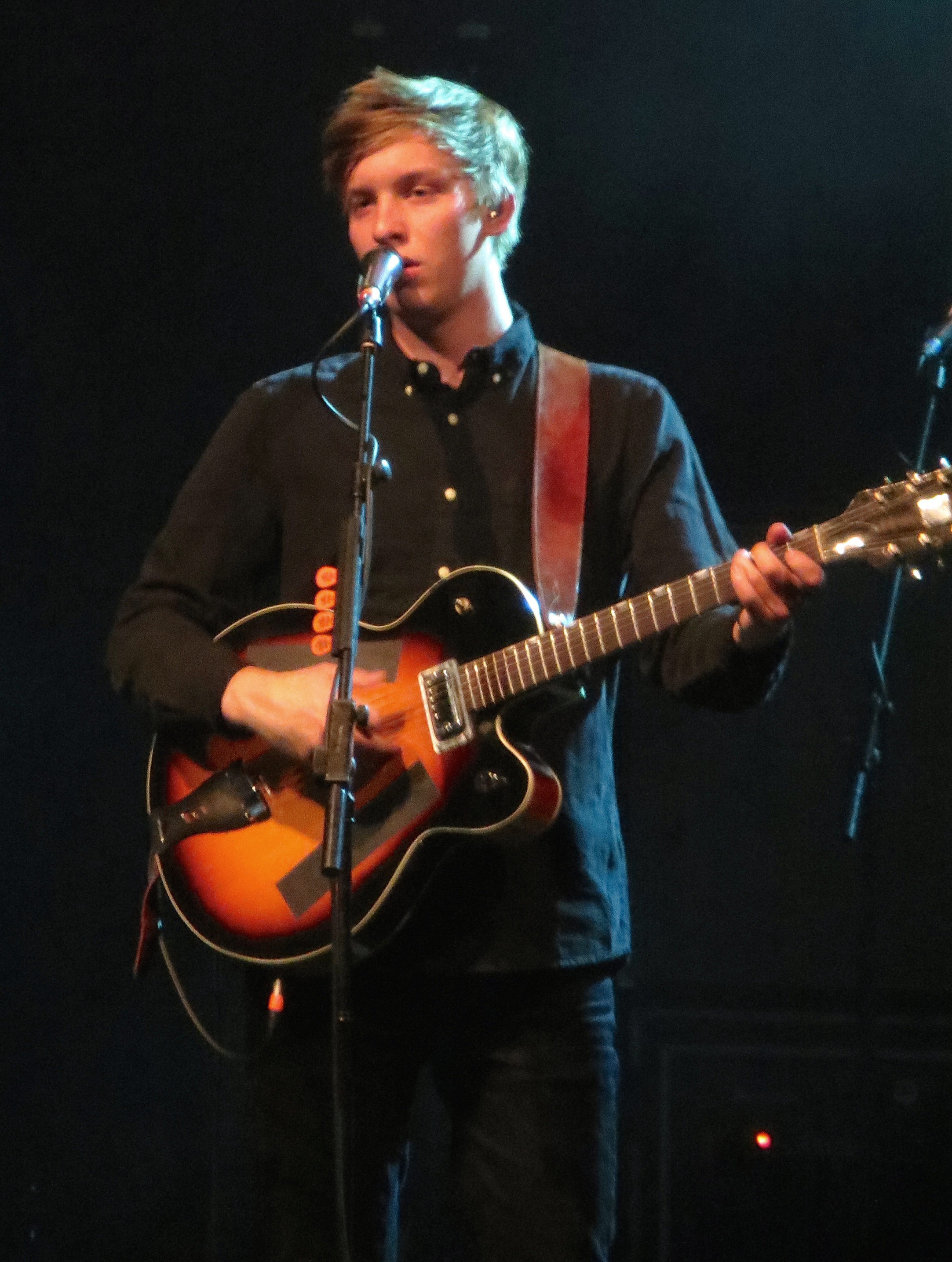
George Ezra (* 1993)

- Ezrī, Meir (1924–2015), israelischer Diplomat
- Ezrin, Bob (* 1949), kanadischer Musikproduzent
- Ezroni, Adi (* 1978), israelische Regisseurin, Produzentin und Moderatorin

### Ezu
- Ezumi, Kōji (* 1978), japanischer Fußballspieler
- Ezurike, Nkem (* 1992), kanadische Fußballspielerin

### Ezy
- EZY (* 1992), Schweizer Rapper

### Ezz
- Ezz, Ahmed (* 1959), ägyptischer Unternehmer und Politiker
- Ezzalzouli, Abde (* 2001), marokkanischer Fußballspieler
- Ezzat, Yasmin (* 2003), ägyptische Tennisspielerin
- Ezzati Andrello, Ricardo (* 1942), italienisch-chilenischer Ordensgeistlicher und emeritierter römisch-katholischer Erzbischof und Kardinal
- Ezzati, Javad (* 1982), iranischer Schauspieler
- Ezzejjari, Youssef (* 1993), spanisch-marokkanischer Fußballspieler
- Ezzelino II. da Romano († 1235), italienischer Politiker
- Ezzelino III. da Romano (1194–1259), italienischer Fürst
- Ezzine, Ali (* 1978), marokkanischer Hindernis- und Langstreckenläufer
- Ezzine, Hamid (* 1983), marokkanischer Hindernis- und Langstreckenläufer
- Ezzo, frühmittelhochdeutscher religiöser Dichter
- Ezzo († 1034), Pfalzgraf von Lothringen
- Ezzobayry, Ahmed (* 1978), französischer Marathonläufer marokkanischer Herkunft
- Ezzy, Matthew (* 1984), australischer Eishockeytorwart